# مايك مكمان (فنان قصص مصورة)
مايك مكمان (بالإنجليزية: Mike McMahon)‏ هو فنان قصص مصورة بريطاني، ولد في 23 يناير 1954 في المملكة المتحدة.

## وصلات خارجية
- مايك مكمان على موقع IMDb (الإنجليزية)